# Волгайоки
Волгайоки или Волгаеки — река в России, протекает по территории Суоярвского района Карелии.

## Общие сведения
Ручей берёт начало из ламбины без названия двумя километрами севернее от урочища Паркулинвара.
Впадает в озеро Виксинселькя (бассейн Вуоксы), в 1 км к юго-западу от нежилой деревни Меласельки. Длина реки составляет 37 км, площадь водосборного бассейна — 204 км².

## География и гидрология
На своём пути река протекает озёра Сонкусъярви и Петяярви. Также река имеет правый приток, вытекающий из озера Мюсюслампи.
В 4 км от устья, по левому берегу реки впадает река Пейтанйоки.

## Фотографии
|  |  |

## Данные водного реестра
По данным государственного водного реестра России относится к Балтийскому бассейновому округу, водохозяйственный участок реки — Реки Карелии бассейна Балтийского моря на границе РФ с Финляндией, включая оз. Лексозеро. Относится к речному бассейну реки Реки Карелии бассейна Балтийского моря.
Код объекта в государственном водном реестре — 01050000112102000010594.